# وارن أسبينال
وارن أسبينال (بالإنجليزية: Warren Aspinall)‏ مواليد 13 سبتمبر 1967 في إنجلترا، هو لاعب كرة قدم إنجليزي سابق كان يلعب كلاعب وسط. لعب خلال مسيرته 477 مباراة سجل خلالها 91 هدفاً.

## مرحلة الشباب

### أندية لعب لها
- ويغان أتلتيك

## المسيرة الاحترافية

### أندية لعب لها
- ويغان أتلتيك
- نادي إيفرتون
- أستون فيلا
- نادي بورتسموث
- نادي بورنموث
- نادي برينتفورد

## روابط خارجية
- وارن أسبينال على موقع قاعدة بيانات كرة القدم.إي يو (الإنجليزية)
- وارن أسبينال على موقع Soccerbase.com (لاعب) (الإنجليزية)